# Zuzka Zguriška
Zuzka Zguriška, vlastním jménem Ľudmila Dvořáková, rozená Šimonovičová (13. dubna 1900 Myjava – 24. září 1984 Praha), byla slovenská prozaička, dramatička a překladatelka.

## Životopis
Narodila se v učitelské rodině a vzdělání získávala v Myjavě, Modre, jeden ročník absolvovala v Himmelkrone (Bavorsko), později studovala na učitelském ústavu v maďarském Hódmezővásárhelyi, odtud přestoupila na učitelský ústav v srbské Subotici, nakonec maturovala v roce 1920 v Ústavu ke vzdělání učitelek v Brně. V letech 1920–1924 pracovala jako učitelka na Myjavě, vdala se a přestěhovala do Bratislavy, kde žila až do roku 1945. Během druhé světové války vystudovala filozofickou fakultu Univerzity Komenského, obor filozofie a dějiny umění. V roce 1945 se přestěhovala s manželem do Prahy. V letech 1949–1951 pracovala na Barrandově jako filmová scenáristka, pak se věnovala literární činnosti. V roce 1960 jí byl udělen titul zasloužilá umělkyně.

## Tvorba
Své první dílo zveřejnila v roce 1922 v Slovenském deníku a postupně začala přispívat i do dalších časopisů a deníků (Dělnické noviny, Živena, Elán, Slovenské pohledy a další). Spolupracovala také s Československým rozhlasem, který pravidelně uveřejňoval její díla, věnovala se i divadlu, ale ze zdravotních důvodů odmítla stálé angažmá, přestože měla jako herečka velký úspěch (vystupovala i v Slovenském národním divadle). Ve svých literárních dílech se snažila představit rázovitý svět myjavských kopanic, který podávala z té humornější stránky. V krátkých literárních útvarech zachytila mnoho charakteristických stránek života v svém rodném kraji, vykreslila mnoho zajímavých postav a použila také mnoho humorných příhod. Při psaní vycházela z vlastních poznatků a zážitků.

## Dílo

### Próza pro dospělé
- 1929 – Obrázky z kopaníc (Obrázky z kopanic, sbírka povídek, Praha, L. Mazáč)
- 1931 – Španielske pohľadnice (Španělské pohlednice, Praha, Bratislava J. Otto)
- 1932 – Dvanásť do tucta (Dvanáct do tuctu, sbírka povídek, Turčianský svätý Martin, Matica slovenská)
- 1932 – Pangart (V Bratislave, Bratislavskí bibliofilovia R. Ambrovič, Eduard Figura, Karol Jaroň, Ľudovít Kočiš, Jozef Kučera, Jaroslav Manšingr a Jožo
- 1935 – Ženich s mašinou, sbírka povídek
- 1938 – Bičianka z doliny (román, V Turčianskom Sv. Martine, Matica slovenská)
- 1943 – Svatba, Humoreska
- 1947 – Hostina, Humoreska
- 1949 – Metropola pod slamou (Metropole pod slámou, román, 1. díl trilogie, Bratislava, Práca)
- 1954 – Mestečko na predaj (Městečko na prodej, román, 2. díl trilogie, Bratislava, Slovenský spisovateľ)
- 1957 – Na veselej hostine (Na veselé hostině, výběr z pohádek, ilustr. Štefan Bednár, Bratislava, Mladé letá)
- 1957 – Podobizny (Humoreska, Bratislava, Slovenský spisovateľ)
- 1959 – Zbojnické chodníčky (román, 3. díl trilogie, Bratislava, Slovenský spisovateľ)
- 1962 – Husitská nevesta (Husitská nevěsta, Bratislava, Mladé letá)
- 1967 – Manželstvo na úver (Manželství na úvěr, román, Bratislava, Slovenský spisovateľ)
- 1972 – Strminou liet (paměti, Bratislava, Slovenský spisovateľ)

### Próza pro děti a mládež
- 1922 – Při muzice, pohádka
- 1962 – Husitská nevěsta, historický román (1. díl dilógie)
- 1982 – Králova zajatkyně, historický román (2. díl dilógie)

### Divadelní hry
- 1967 – Mor na farmě, veselohra

### Překlady
- 1955 – Jaroslav Hašek: Osudy dobrého vojáka Švejka